# Малый Локонтоёган
Малый Локонтоёган — река в России, протекает по Ханты-Мансийскому АО. Устье реки находится в 82 км по правому берегу реки Локонтоёгана. Длина реки составляет 34 км. Населённых пунктов на реке нет.

## Данные водного реестра
По данным государственного водного реестра России относится к Верхнеобскому бассейновому округу, водохозяйственный участок реки — Вах, речной подбассейн реки — бассейн притоков (Верхней) Оби от Васюгана до Ваха. Речной бассейн реки — (Верхняя) Обь до впадения Иртыша.
Код объекта в государственном водном реестре — 13011000112115200038392.